# چراغ پریموس

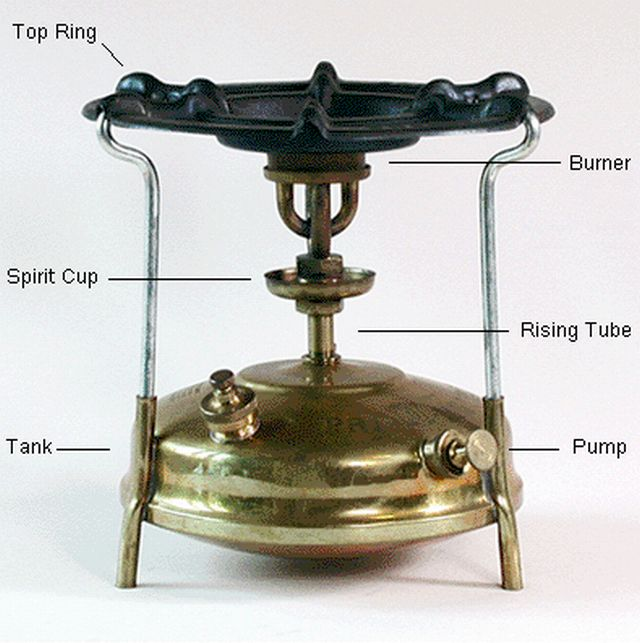
اجزای اجاق پریموس

چراغ پریموس یا همان فرمز به گویش عمومی اولین اجاق خوراک‌پزی است؛ که با سوخت نفتفشرده شده یا الکل  کار می‌کند. در قدیم به این نوع چراغ بادی هم گفته میشد . کاربرد این چراغ برای روشنایی و پخت و پز بوده است. این اجاق در سال ۱۸۹۲ توسط فرانسویلهلم لیندکویست که یک مکانیک کارخانه در استکهلم سوئد بود ساخته شد.

## کارکرد

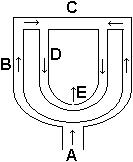
نحوه کار

برای روشن شدن اجاق، ابتدا مشعل با سوزاندن الکلی که در الکل‌دان مستقر در زیر اجاق است گرم می‌شود.
پس از گرم شدن، با استفاده از یک تلمبه دستی کوچک متصل به مخزن، هوای فشرده شده وارد مخزن سوخت می‌شود،
این عمل باعث می‌شود که نفت سفید مخزن از طریق لوله بالارونده (A) و (B) به سر مشعل از قبل گرم شده (C) برود و در آنجا گرم و تبخیر شود.
بخار نفت سفید تحت فشار از طریق لوله نزولی (D) به نازل بخار (E) هدایت می‌شود.
گاز نفت سفید تبخیر شده از طریق یک سوراخ به میان سوزنده پاشیده می‌شود، که در اینجا با هوا ترکیب شده، شعله آبی رنگ بدون دوده‌ای تشکیل می‌شود.
تلمبه‌ی بیشتر، فشار درون مخزن را بیشتر و شعله را بزرگ تر می‌کند و باعث چرخش ملخ کوچکی که در درپوش پرکننده قرار دارد می‌شود و در نتیجه، فشار مخزن تخلیه شده و شعله کوچکتر می‌شود.